# 정읍체육공원 보조경기장
정읍체육공원 보조경기장(井邑體育公園補助競技場, Jeongeup Sports Park Auxiliary Stadium)은 대한민국 전북특별자치도 정읍시에 있는 스포츠 시설이다. 인조잔디 필드가 갖춰진 축구 경기장이며, 2006년 7월에 준공되었다.

## 참고 문헌
- “정읍체육공원”. 정읍시청.
- 〈정읍종합경기장〉. 《두피디아》. 두산.
- 《전국 공공체육 시설 현황 (2017년말 기준)》. 대한민국 문화체육관광부. 2019.
- 《2019년 전국 공공체육시설 현황 (2018년말 기준)》. 대한민국 문화체육관광부. 2020.

## 같이 보기
- 정읍체육공원
- 정읍종합경기장